# Romantic overture
Romantic overture is een compositie van Arnold Bax.
Het werk werd geschreven toen Bax enige tijd doorbracht bij Philip Hesseltine of te wel Peter Warlock. In Eynsford schreef Bax dit werk met de gezamenlijk vriend Frederick Delius voor ogen. Bax was er niet helemaal met zijn hoofd bij, want op de titelpagina vermeldde hij "for orchestra" terwijl hij boven de partituur "for chamber orchestra" vermeldde. In de compositie is een behoorlijke partij voor de piano weggelegd, maar weer te weinig om het in te delen als concertante of pianoconcert. De première in 1927 was weggelegd voor een beginnende John Barbirolli, die uit zou groeien tot een van de voornaamste Britse dirigenten van zijn tijd. De pianist van dienst was Rae Robertson, die later met zijn vrouw Ethel Bartelett een bekend pianoduo zou vormen.
Het werk heeft als tempoaanduiding Allegro moderato ma con molto vivacita meegekregen.
Orkestratie:
- 2 dwarsfluiten, 1 hobo, 2 klarinetten, 2 fagotten,  trompet, piano
- violen, altviolen, celli, contrabassen